# دوري كرة القدم الإنجليزي 1988–89
دوري كرة القدم الإنجليزي 1988–89 (بالألمانية: Football League First Division 1988/89) هو موسم من دوري كرة القدم الإنجليزي. أقيم خلال الفترة 27 أغسطس 1988 وحتى 26 مايو 1989، وفاز فيه نادي أرسنال.